# Aspila foveolatus
Aspila foveolatus är en fjärilsart som beskrevs av Otto Staudinger 1888. Aspila foveolatus ingår i släktet Aspila och familjen nattflyn. Inga underarter finns listade i Catalogue of Life.